# City of the Dead - La morte viene dallo spazio
City of the Dead - La morte viene dallo spazio (City of the Dead conosciuto anche con il titolo Last Rites) è un film del 2006 diretto da Duane Stinnett

## Trama
Un meteorite trasforma un gruppo di barboni in zombi. Due gang di afroamericani che stavano concludendo un affare illecito nei pressi si rinchiudono in un magazzino per sfuggire all'orda di zombi cannibali, mentre i poliziotti che li stavano pedinando vengono divorati.